# Programmed Cell Death 1 Ligand 1
Programmed cell death 1 ligand 1 (synonym CD274, B7 Homolog 1) ist ein Oberflächenprotein und beteiligt an der Hemmung der Immunantwort.

## Eigenschaften
PD-L1 ist ein Transmembranprotein vom Typ 1 in der Zellmembran. Es wird im Herzen, der Skelettmuskulatur, der Plazenta und der Lunge in höheren Konzentrationen gebildet. Daneben wird es in geringeren Konzentrationen im Thymus, der Milz, der Niere, der Leber sowie aktivierten T- und B-Zellen, dendritische Zellen, Keratinozyten und Monozyten erzeugt. PD-L1 ist glykosyliert. Es bindet an den Rezeptor PD-1 mit einer Dissoziationskonstante von 8 µM. Weiterhin bindet PD-L1 an B7-1 (synonym CD80) mit einer Dissoziationskonstante von 1,4 µM, aber nicht an das nahe verwandte B7-2 (synonym CD86).

### Regulation
Die Genexpression des PD-L1 wird durch verschiedene Mechanismen reguliert. Nach Bindung von IFN-γ an seinen Rezeptor wird die Genexpression von PD-L1 in T-Zellen, NK-Zellen, Makrophagen, myeloiden dendritischen Zellen, B-Zellen, Epithelzellen verstärkt. Der Promotor von PD-L1 bindet den Transkriptionsfaktor IRF-1 (engl. interferon regulatory factor). Ruhende Cholangiozyten bilden die mRNA von PD-L1, aber nicht das Protein, da eine Hemmung durch die miRNA miR-513 erfolgt. Weiterhin werden miR-200, miR-197 und miRNA-34 zur Hemmung der Genexpression von PD-L1 gebildet.

### Immunmodulation
Eine Bindung von PD-L1 an PD-1 hemmt die Immunantwort durch Einleitung der Genexpression von Interleukin-10 in Monozyten. Weiterhin hemmt es die Phosphorylierung von ZAP70 und fördert die Genexpression der Ubiquitinligase CBL-b.
PD-L1 wird von manchen Tumoren im Zuge einer Immunevasion verstärkt gebildet. Eine Hemmung von PD-L1 verstärkt die Pathogenität von Listeria monocytogenes. In Patienten mit Lupus erythematodes wird zu wenig PD-L1 gebildet. In persistenten Infektionen von LCMV und HIV wird eine verstärkte Genexpression von PD-1 in CD8-positiven T-Zellen (synonym zytotoxische T-Zelle) beobachtet. Die verstärkte Aktivierung von PD-1 durch PD-L1 wird als an der Anergie der zytotoxischen T-Zellen beteiligt vermutet.

## Anwendungen

Immunfärbung von PD-L1 in einem Lungentumor

Eine hohe Konzentration an PD-L1 in soliden Tumoren ist ein negativer Prognosemarker, z. B. in Melanomen, nichtkleinzelligem Lungenkrebs und in Blasenkrebs. Die epigenetische Methylierung der DNA von PD-L1 ist ein positiver Prognosefaktor.
Die Konzentration an PD-L1 wird auch vor einer Verwendung von Antikörpern gegen PD-1 im Rahmen einer Krebsimmuntherapie untersucht, wobei nicht alle anti-PD1-sensitiven Tumoren PD-L1 bilden, somit nicht erfasst werden und teilweise trotzdem auf eine Krebsimmuntherapie gegen PD-1 ansprechen. Die Antikörper und Immun-Checkpoint-Inhibitoren Nivolumab und Pembrolizumab binden an PD-1, hemmen die PD-1-Aktivierung durch PD-L1 und werden zur Krebsimmuntherapie eingesetzt. Antikörper, die an PD-L1 binden, sind z. B. BMS-936559, MPDL3280A (Atezolizumab), MEDI4736 (Durvalumab) und MSB0010718C (Avelumab), sowie REGN-2810 (Cemiplimab). Die niedermolekulare Verbindung BMS-202 hemmt die Bindung von PD-L1 an PD-1 durch Bildung von PD-L1-Homodimeren.
Eine Hemmung von PD-L1 wird zur Behandlung von chronischen Infektionskrankheiten wie Tuberkulose und HIV untersucht.

### PD-L1-Diagnostik
Für die Therapie PD-L1-positiver Tumoren werden verschiedene Scoring-Typen eingesetzt:
- Tumor Proportion Score (TPS, prozentualer Anteil PD-L1-positiver Tumorzellen von allen vitalen Tumorzellen)
- Immune Cell Score (IC, prozentualer Anteil der Fläche PD-L1-positiver Immunzellen von der Fläche der vitalen Tumorzellen)
- Combined Positive Score (CPS, Kombination von TIPS und IC), prozentualer Anteil PD-L1-positiver Zellen einschließlich Lymphozyten und Makrophagen von allen vitalen Tumorzellen
- Tumor Area Positivity Score (TAP-Score, prozentualer Anteil der Fläche an PD-L1-positiven Tumor- und Immunzellen an der Gesamttumorfläche)